# Welter Bach (Naturschutzgebiet)
Koordinaten: 51° 52′ 40″ N, 7° 15′ 23″ O

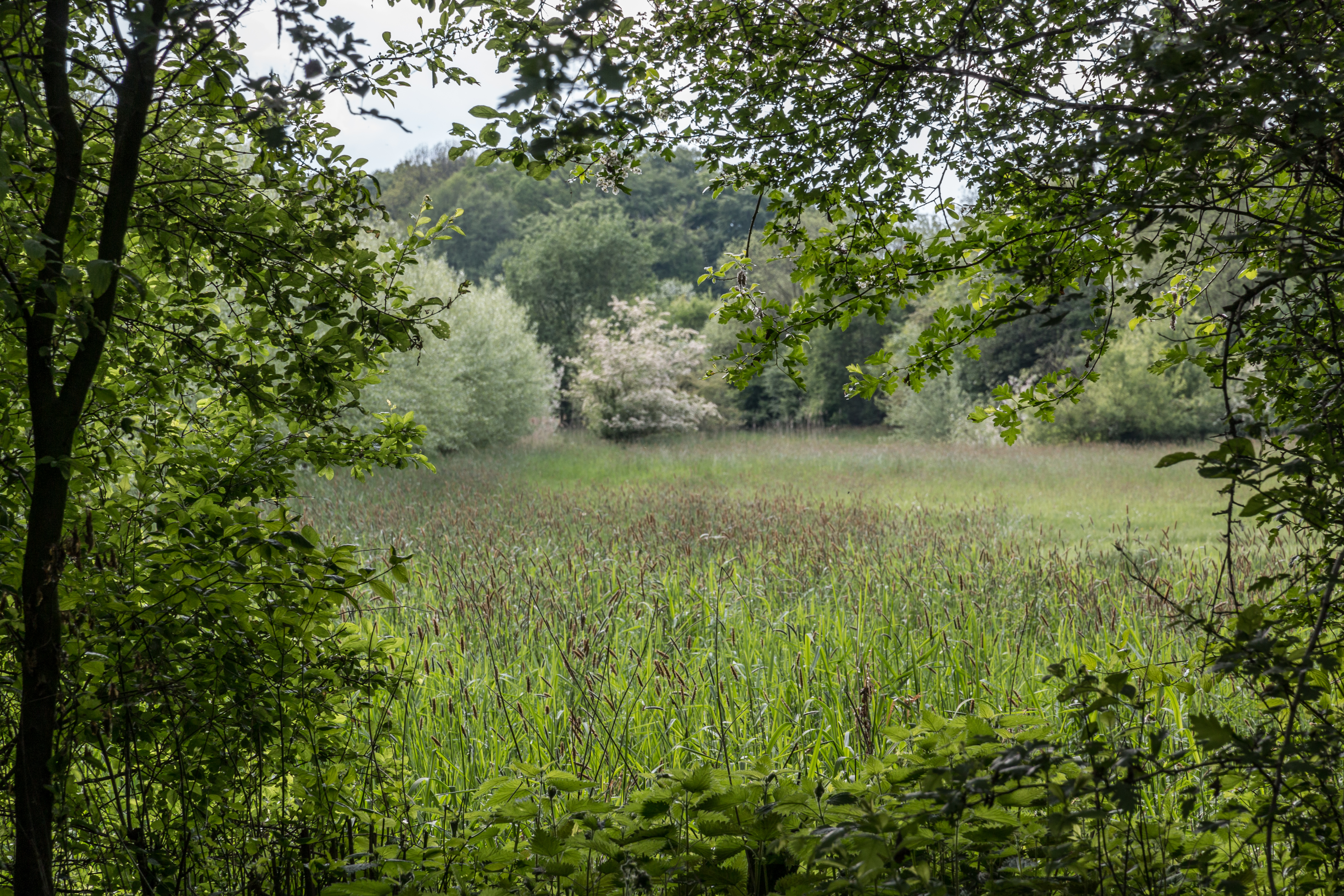
Naturschutzgebiet Welter Bach (Mai 2014)

Das Naturschutzgebiet Welter Bach liegt auf dem Gebiet der Stadt Dülmen im Kreis Coesfeld in Nordrhein-Westfalen.
Das aus drei Teilflächen bestehende Gebiet erstreckt sich nördlich der Kernstadt Dülmen zu beiden Seiten des Welter Baches. Westlich des Gebietes verläuft die Kreisstraße K 44 und östlich die Landesstraße L 580.

## Bedeutung
Das etwa 33,3 ha große Gebiet wurde im Jahr 1988 unter der Schlüsselnummer COE-013 unter Naturschutz gestellt. Schutzziele sind die Erhaltung und die Wiederherstellung einer von extensiv genutztem Feuchtgrünland geprägten Bachaue als Lebensstätte zahlreicher, z. T. gefährdeter Pflanzen- und Tierarten.